# Uranotaenia briseis
Uranotaenia briseis är en tvåvingeart som beskrevs av Dyar 1925. Uranotaenia briseis ingår i släktet Uranotaenia och familjen stickmyggor. Inga underarter finns listade i Catalogue of Life.